# Відкрита артеріальна протока
Відкри́та артеріа́льна прото́ка (ВАП), або незарощена бота́лова прото́ка (англ. Patent ductus arteriosus (PDA)) — вроджена вада серця, при якій після народження не спостерігається закриття протоки між аортою та легеневою артерією.

## Історичні факти
| 1938 | Американський хірург Роберт Е. Гросс (англ. Robert E. Gross) вперше у світі виконав перев'язку відкритої артеріальної протоки у 9-ти річної дівчинки. |

## Етіологія

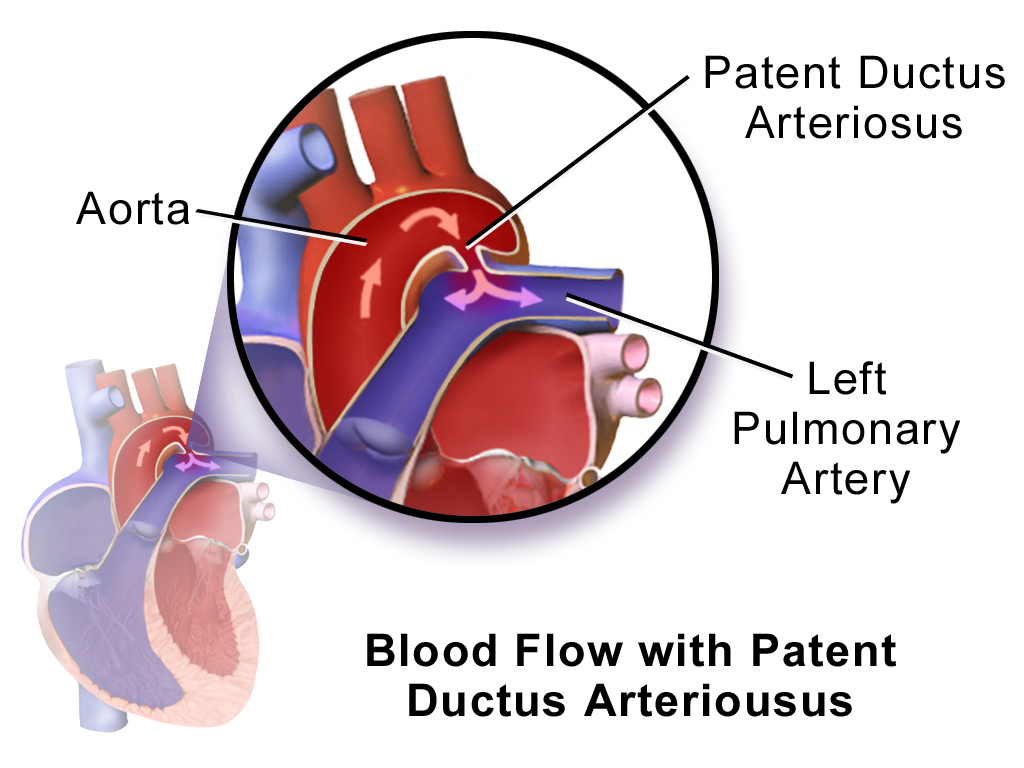
Відкрита артеріальна протока (Patent Ductus Arteriosus)

Вроджені дефекти серця виникають унаслідок внутрішньоутробних порушень розвитку серця.
Поширеність ВАП вдвічі більша серед дівчат.[джерело?]

### Генетичні фактори
На відміну від недоношених немовлят, у яких відкрита артеріальна протока (ВАП), як правило, обумовлена неправильним розвитку, у доношених новонароджених, ймовірно, є результатом значної структурної аномалії. ВАП спостерігається з підвищеною частотою при декількох генетичних синдромах, включаючи ті, що мають певні хромосомні аберації (такі як трисомія 21 та 4p-синдром), одногенні мутації (таких як синдром Карпентера та синдром Холта—Орама) та Х-зв'язані мутації (такі як інконтиненція пігментів).
Генетичний механізм боталового протоку у деяких пацієнтів може бути аутосомно-рецесивним успадкування з неповною пенетранцією. У сім'ї, де є 1 брат із ВАП, у випадку наступного потомства є ≈3 % шанс на розвиток ВАП.
Точні механізми того, як ці генетичні аномалії приводять до стійкої прохідності артеріальної протоки, не є зрозумілими. Генетичні дослідження дозволяють припустити, що аномалії синдрому Чара (спадковий розлад з ВАП, диморфізм особи та аномалії рук) обумовлені порушенням похідних клітин нервової клітини. Існують також дані про аномалію, що залежить від фібронектину, міграції м'яких клітин гладкої мускулатури, яка може бути причиною ВАП. Подальше з'ясування цих механізмів може забезпечити можливість для конкретних цілеспрямованих генетичних або біохімічних методів лікування ВАП.

### Фактори ризику
- Передчасні пологи. ВАП частіше трапляється у дітей, які народжуються занадто рано, ніж у дітей, народжених у потрібні терміни.
- Хромосомні аберації, генетичні хвороби. Сімейна історія дефектів серця та інших генетичних станів, таких як синдром Дауна, збільшує ризик розвитку ВАП.
- Синдром вродженої краснухи[en]. Якщо під час вагітності розвивається краснуха, ризик серцевих вад у дитини збільшується. Вірус краснухи проникає через плаценту і поширюється кровоносною системою дитини, руйнує кровоносні судини та органи, включаючи серце.
- Фетальний алкогольний синдром
- Народження дитини на висоті. Діти, що народилися вище 3048 метрів над рівнем моря мають більший ризик розвитку ВАП, ніж діти, народжені в низинах.[джерело?]

## Патогенез

Схематичне зображення розвитку аортальних дуг у плода 5 місяців та новонародженого

Гемодинамічний вплив ВАП на нормальну серцево-судинну систему визначається величиною шунтування, що в значній мірі залежить від опору стінок протока. Довжина, найвужчий діаметр, загальна форма та конфігурація артеріального протоки визначають вираженість патології. Крім того, оскільки течія в протоці динамічна та пульсуюча, еластичність стінки судини може впливати на імпеданс кровоплину.
Величина шунта залежить не тільки від опору протока, але і від градієнта тиску між аортою та легеневої артерією. Цей градієнт тиску є динамічним, з систолічним та діастолічним компонентами, і в значній мірі залежить від легеневих і системних судинних опорів і серцевого викиду. Вплив змін легеневого та системного опорів більший при значному дефекті, який має меншу стійкість стінок.
Шунтування зліва направо через проток призводить до пошкодження легень та перевантаження лівої половини серця. Підвищений тиск крові через шунтування призводить до збільшення об'єму легеневої рідини, а у пацієнтів з помірними або великими шунтами це призводить до зниження функції легенів, що може призвести до частого дихання. Набряк легень є рідкістю, але може виникнути у літніх пацієнтів з розвиненою застійною серцевою недостатністю.
Збільшений об'єм крові, що повертається до лівої частини серця, призводить до збільшення лівого передсердь та кінцевого діастолічного тиску лівого шлуночка. Лівий шлуночок компенсує збільшення обсягу інсульту, і в кінцевому підсумку може призвести до гіпертрофії. Також відбуваються нейроендокринна адаптація, яка виражається в підвищеній симпатичній активності та циркулюванні катехоламінів, які призводять до посилення скоротливості та частоти серцевих скорочень. Діастолічний артеріальний тиск в аорті зменшується внаслідок діастолічного «витікання» через артеріальний проток. Також спостерігається зменшення діастолічного періоду через тахікардію, збільшення інтраміокардіальної напруги при дилятації лівого шлуночка та збільшення потреби в кисні міокарда, що може призвести до субендокардіальної ішемії.

## Ознаки та симптоми

Фонокардіограми нормальних і аномальних тонів серця:
F — відкрита артеріальна протока

Перебіг вади може змінюватися від безсимптомного до вкрай важкого. При великих розмірах проявляється вже з перших днів життя, в основному ознаками серцевої недостатності (задишка, тахікардія, гепатоспленомегалія) та відставанням у фізичному розвитку. Найхарактернішими ознаками, що дають можливість встановити діагноз, треба вважати безперервний систолодіастолічний шум у 2-3 міжребер'ї зліва від груднини (машинний шум) та зниження діастолічного тиску. Різкий акцент 2 тону над легеновою артерією.

## Діагностика
- Оглядова рентгенографія органів грудної порожнини
- Електрокардіографія
- Ехокардіографія

## Лікування
Консервативне НПЗП індометацин.
Хірургічне, показано у всіх випадках окрім високої легеневої гіпертензії та при синдромі Ейзенменгера (у таких хворих виступає як компенсаторний механізм). Оптимальний вік 3-4 роки, але при ускладненнях — раніше. Проводять операцію шляхом перев'язування або перерізання протоки із зашиванням аорти i легеневої артерії.

## Ускладнення
Невелика відкрита артеріальна протока може не викликати ускладнень. Великий дефект може спричинити:
- Високий кров'яний тиск у легенях (легенева гіпертонія). Занадто багато крові, що циркулює через головні артерії серця через артеріальну протоку, може призвести до легеневої гіпертензії, яка становить причину постійного пошкодження легенів. Велика відкрита артеріальна протока часто викликає синдром Ейзенменгера, незворотного типу легеневої гіпертензії.
- Серцева недостатність. ВАП може в кінцевому підсумку призвести до збільшення і ослаблення серця, що призводить до серцевої недостатності (хронічного стану, при якому серце не може ефективно працювати).
- Запалення ендокарда (ендокардит). Люди, які мають структурні проблеми з серцем, такі як патологічна ВАП, мають підвищений ризик запалення внутрішньої оболонки серця (інфекційного ендокардиту), порівняно з тими, хто має здорове серце.

## ВАП і вагітність
Більшість жінок, які мають невелику патологію у вигляді відкритої артеріальної протоки, можуть переносити вагітність без проблем. Однак, більший дефект або супутні захворювання, такі як серцева недостатність, аритмія або легенева гіпертензія, можуть збільшити ризик ускладнень під час вагітності.
Якщо є синдром Ейзенменгера, слід уникати вагітності, оскільки це може загрожувати життю.
Якщо серцевий дефект був хірургічно відкоректований, обговорити питання про планування сім'ї слід з лікарем. У деяких випадках необхідні попередні консультації з лікарями, які спеціалізуються на вродженій кардіології, генетиці та акушерсько-гігієнічному лікуванні високого ризику. Деякі серцево-судинні препарати можуть викликати серйозні проблеми у плода, і, можливо, доведеться припинити прийняття цих препаратів, перш ніж вагітність, або змінити дозу.
Слід також зазначити, що приймання НПЗЗ під час вагітності може збільшити ризик раннього закриття артеріальної протоки. З цієї причини вагітним жінкам часто рекомендують уникати цих ліків після 30 тижнів вагітності.

## Профілактика
Не існує надійного способу запобігти виникненню відкритої артеріальної протоки.
Деякі дані свідчать про те, що внутрішньовенне введення НПЗП, таких як індометацин, у перший день життя всім недоношеним немовлятам знижує ризик розвитку ВАП і ускладнень, пов'язаних із ВАП. Внутрішньовенне лікування індометацином у недоношених немовлят також може зменшити потребу в хірургічному втручанні. Введення ібупрофену, ймовірно, допомагає запобігти ВАП і зменшити потребу в хірургічному втручанні, але також, ймовірно, підвищує ризик ускладнень з боку нирок.
Однак важливо робити все можливе для протікання здорової вагітності. Слід притримуватись наступних рекомендацій:[джерело?]
- Їсти здорову їжу. Включити вітамінні добавки, які містять фолієву кислоту.
- Регулярні вправи. Необхідно розробити зі своїм лікарем комплекс вправ, які відповідають загальному стану.
- Уникнення факторів ризику. До них належать шкідливі речовини, такі як алкоголь, куріння та наркотичні речовини. Також слід уникати гарячих ванн та саун.
- Уникнення інфекцій. Ще до вагітності варто зробити всі вакцини. Деякі види інфекцій можуть бути шкідливими для дитини, що розвивається.
- При наявності супутніх захворювань, таких як діабет, гіпо- або гіпертиреоз, потрібно тримати їх під контролем.

Якщо наявна сімейна історія дефектів серця або інших генетичних розладів, потрібно перед тим, як завагітніти проконсультуватися з генетиком.